# 거칠부
거칠부(居柒夫, ?~579년)는 신라의 승려, 장군, 재상이다.
居柒夫, 荒宗은 실제로 '겇부/겇보'라고 불렸으리라 추정할 수 있다. 柒/七(일곱 칠)은 치읓, 荒(거칠 황)은 '겇'을 표기하기 위해 사용되었다. '겇'의 받침을 풀어 발음하면 '거치/거지/구지'가 된다. 朼(숫가락/수 비)는 사이시옷을 표시하고자 사용되었다. 『일본서기(日本書紀)』에 등장하는 '구지포례(久遲布禮)' 역시 거칠부의 다른 표기로 보이며, 또다른 표기법 '구례(久禮)'는 '구지포례'를 줄여 표기한 것으로 보인다.

## 생애
거칠부는 젊은 시절 승려가 되어 사방을 돌아다니다 고구려에 가 혜량의 강론을 듣고 이후 신라로 돌아와 벼슬길에 올라 대아찬이 됐다. 545년 7월(진흥왕 6년) 왕명을 받아 선비들과 함께 《국사》를 편찬하고 공을 인정받아 파진찬으로 승진했다. 551년(진흥왕 12년) 백제와 연합하여 8명의 장군과 함께 고구려를 침공해 죽령 이북, 고현(高峴) 이내의 10군을 빼앗았고 고구려 승려 혜량과 함께 신라로 돌아와 최초의 승통이 되게 했다. 576년(진지왕 원년) 상대등으로 승진했고 78세로 죽었다.

## 가족
- 할아버지 : 잉숙(仍宿)
- 아버지 : 물력(勿力)[10]
- 아내 : 말보(末宝)[11]
  - 장녀 : 윤옥(允玉)[11]
    - 사위 : 미생

  - 차녀 : 윤궁(允宮)[12]
    - 사위 : 문노

  - 장남 : 윤황(允荒)[11]

## 관련 작품
- 《선덕여왕》(MBC, 2009년, 배우:김기현)

### 주해
1. ↑  불교 승려 법명도 황종(荒宗)